# Hamani Saliah
Hamani Saliah (* 1964 in Méhana; † 16. November 2008 in Niamey) war ein nigrischer Offizier.

## Leben
Hamani Saliah besuchte die Grundschule in seinem Geburtsort Méhana und die Mittelschule in der Stadt Téra. Er trat 1983 in den Dienst der Streitkräfte Nigers. Nach militärischen Fortbildungen in Senegal und in den Vereinigten Staaten wurde er 1992 Anführer eines Zuges und 1995 stellvertretender Kommandant einer Kompanie. Ab 1997 hatte er den Rang eines Hauptmanns inne.
Saliah gehörte zu den 14 Offizieren des Rats der nationalen Versöhnung, einer Militärjunta, die Niger von April bis Dezember 1999 beherrschte. Djibrilla Hima Hamidou, der Sprecher des Rats der nationalen Versöhnung, war ein langjähriger Freund von ihm. Nach der Übergabe der Macht an eine zivile Regierung setzte Saliah seine militärische Laufbahn fort. Er befehligte ab 2006 das 12. teilstreitkräftegemeinsame Bataillon, das die strategisch wichtigen Militäreinrichtungen in der Hauptstadt Niamey kontrollierte. Er besaß zuletzt den Dienstgrad eines Oberstleutnants.
Hamani Saliah starb 2008 im Nationalkrankenhaus Niamey und wurde in seinem Heimatort Hamdallaye bestattet.

## Ehrungen
- Ritter des Nationalordens Nigers[1]